# 一之江站

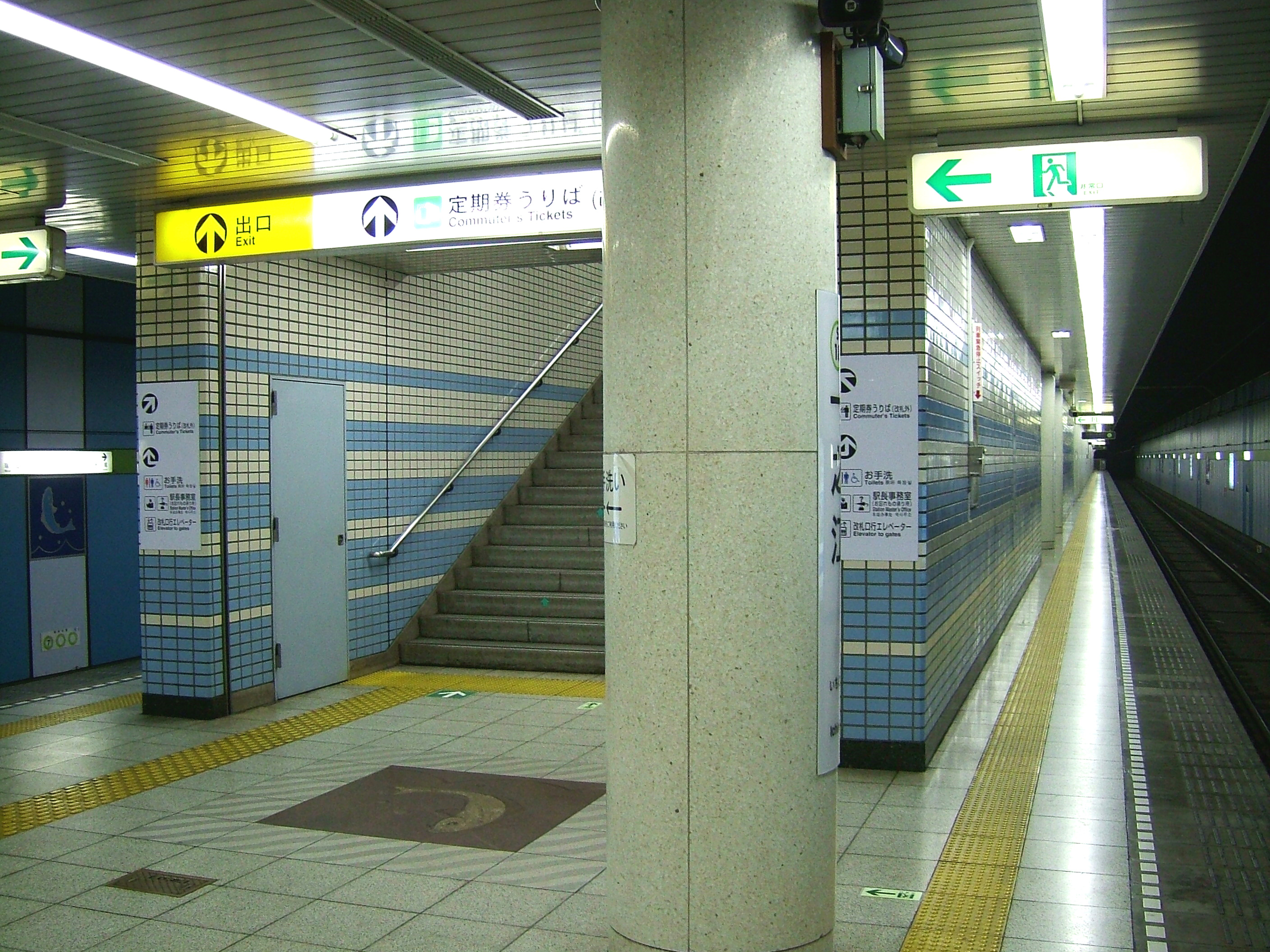
月台（2008年3月）

一之江站（日语：／ Ichinoe eki */?）是位於日本東京都江戶川區一之江八丁目，屬於東京都交通局（都營地下鐵）新宿線的鐵路車站。車站編號是S 18。

## 歷史
- 1986年（昭和61年）9月14日：開業。建設時臨時名稱為春江。
- 2018年（平成30年）6月30日：啟用月台閘門[3]。

## 車站構造
本站是島式月台1面2線地下車站，位於東京交通會館所有的車站大樓下。
站內設有定期券售票處。
出入口與剪票口層、剪票口層與月台之間設有電梯與電扶梯。剪票口有兩處。
| 月台 | 路線   | 目的地                     |
| ---- | ------ | -------------------------- |
| 1    | 新宿線 | 馬喰橫山、新宿、京王線方向 |
| 2    | 新宿線 | 瑞江、本八幡方向           |

（來源：都營地下鐵:車站構內圖 （页面存档备份，存于））

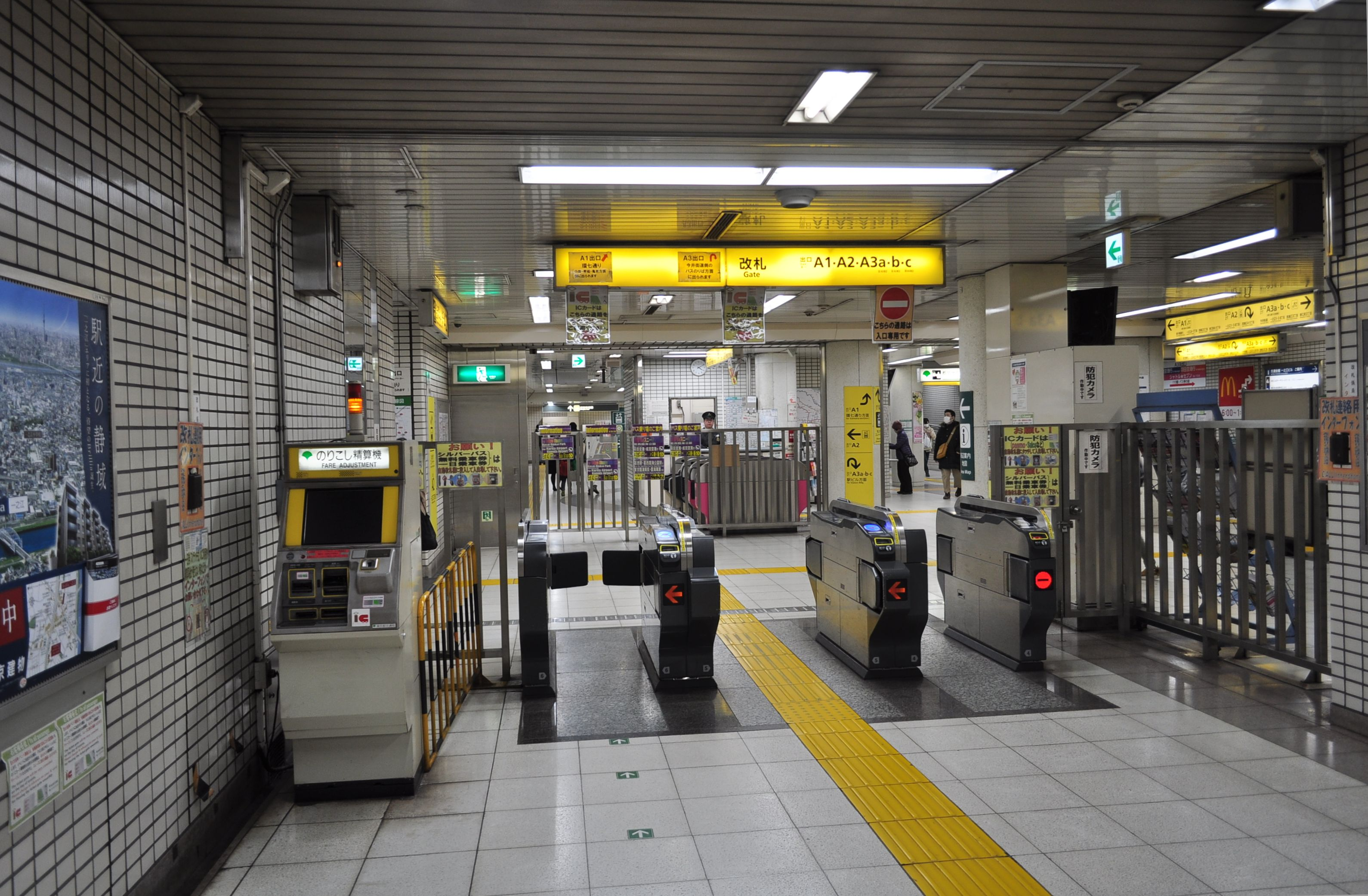
閘口（2018年3月7日撮影）
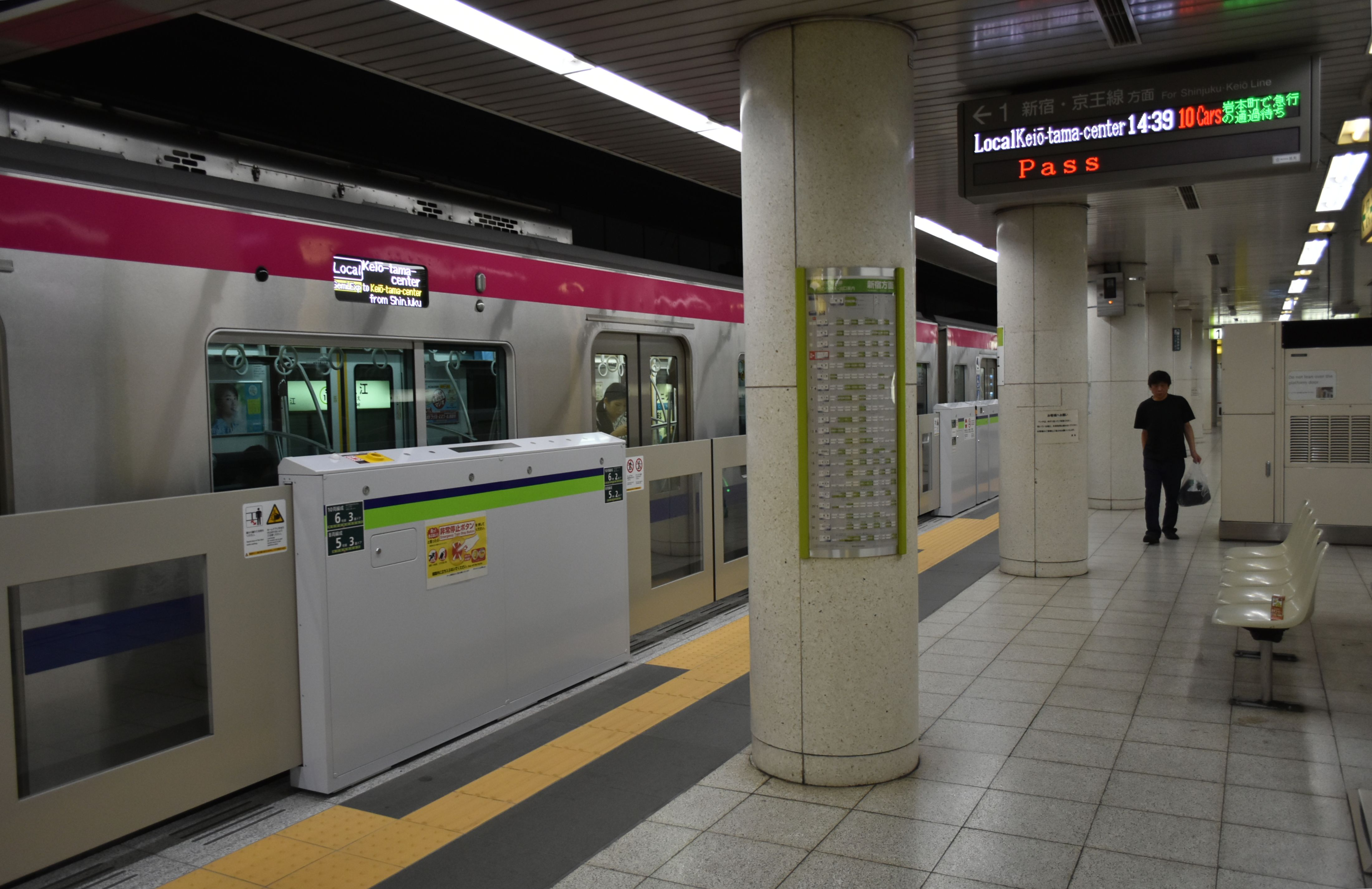
設置月台閘門的上行線月台（2018年8月12日攝）

## 利用狀況
2017年度1日平均上下車人次為43,548人（上車人次21,941人、下車人次21,607人）。
各年度1日平均上下車、上車人次如下表。
| 年度               | 1日平均 上下車人次 | 1日平均 上車人次 | 來源     |
| ------------------ | ------------------ | ---------------- | -------- |
| 1986年（昭和61年） |                    | 6,583            | [ * 1 ]  |
| 1987年（昭和62年） |                    | 8,270            | [ * 2 ]  |
| 1988年（昭和63年） |                    | 9,605            | [ * 3 ]  |
| 1989年（平成元年） |                    | 11,773           | [ * 4 ]  |
| 1990年（平成02年） |                    | 13,068           | [ * 5 ]  |
| 1991年（平成03年） |                    | 13,967           | [ * 6 ]  |
| 1992年（平成04年） |                    | 14,345           | [ * 7 ]  |
| 1993年（平成05年） |                    | 14,795           | [ * 8 ]  |
| 1994年（平成06年） |                    | 14,959           | [ * 9 ]  |
| 1995年（平成07年） |                    | 14,874           | [ * 10 ] |
| 1996年（平成08年） |                    | 14,921           | [ * 11 ] |
| 1997年（平成09年） |                    | 15,055           | [ * 12 ] |
| 1998年（平成10年） |                    | 14,989           | [ * 13 ] |
| 1999年（平成11年） |                    | 14,615           | [ * 14 ] |
| 2000年（平成12年） |                    | 14,770           | [ * 15 ] |
| 2001年（平成13年） |                    | 15,036           | [ * 16 ] |
| 2002年（平成14年） |                    | 15,359           | [ * 17 ] |
| 2003年（平成15年） | 31,436             | 16,161           | [ * 18 ] |
| 2004年（平成16年） | 31,918             | 16,386           | [ * 19 ] |
| 2005年（平成17年） | 32,388             | 16,603           | [ * 20 ] |
| 2006年（平成18年） | 33,390             | 17,104           | [ * 21 ] |
| 2007年（平成19年） | 35,653             | 18,218           | [ * 22 ] |
| 2008年（平成20年） | 36,545             | 18,631           | [ * 23 ] |
| 2009年（平成21年） | 36,873             | 18,732           | [ * 24 ] |
| 2010年（平成22年） | 37,236             | 18,890           | [ * 25 ] |
| 2011年（平成23年） | 37,245             | 18,923           | [ * 26 ] |
| 2012年（平成24年） | 37,951             | 19,153           | [ * 27 ] |
| 2013年（平成25年） | 39,353             | 19,897           | [ * 28 ] |
| 2014年（平成26年） | 40,085             | 20,242           | [ * 29 ] |
| 2015年（平成27年） | 40,927             | 20,638           | [ * 30 ] |
| 2016年（平成28年） | 42,048             | 21,184           | [ * 31 ] |
| 2017年（平成29年） | 43,548             | 21,941           |          |

## 車站周邊

### A1口
- 環七通（與車站垂直）
- 東京都立葛西工業高等學校（日语：東京都立葛西工業高等学校）
- 江戶川區立一之江小學校
- 江戶川區立一之江第二小學校
- 江戶川區立二之江中學校
- 阿波銀行（日语：阿波銀行）江戶川支店

### A3b口
- 新中川（日语：新中川）
- 今井街道
- 瑞江大橋（日语：瑞江大橋）
- 江戶川區立瑞江小學校

## 可供轉乘的巴士路線
以下路線由都營巴士、京成巴士、京成Town Bus運行。
一之江站前
- 1號乘車處
  - <新小22> 經松江、江戶川區役所往新小岩站前（都營）
  - <新小22> 經松江往船堀站前（都營）
- 2號乘車處
  - <新小22> 經下今井往葛西站前（都營）
  - <龜26> 往今井（都營）
- 3號乘車處
  - <葛西22> 經雷往葛西站前（都營）
- 4號乘車處
  - <小72> 經上鎌田、篠崎站往小岩站（京成）
  - <小72> 經上鎌田往江戶川運動園區（日语：江戸川スポーツランド）（京成）
- 5號乘車處
  - <龜26> 經京葉交差點往龜戶站前（都營）
  - <小76> 經環七往葛西站（京成）
- 6號乘車處
  - <小76> 經名主屋敷往小岩站（京成）
- 7號乘車處
  - <臨海28甲> 經環七、葛西站前往葛西臨海公園站前（都營）
  - <臨海28甲> 經環七、葛西站前往臨海車庫（都營）
  - <臨海28乙> 經環七、葛西站前往臨海車庫（都營）
  - <新小29> 經環七往葛西站前（都營）
  - <新小29-2> 經環七、葛西站前往東京臨海醫院前（都營）
- 8號乘車處
  - <臨海28甲> 往一之江橋西詰（都營）
  - <新小29甲、新小29-2> 經菅原橋・新小岩站北口往東新小岩四丁目（都營）
  - <環07> 急行往小岩站（京成）
  - <環08> 急行往龜有站（京成）
- 9號乘車處
  - <新小20> 經環七、一之江橋西詰、松本辯天、新小岩站北口往東新小岩四丁目（都營）
  - <新小20> 經環七、一之江橋西詰、松本辯天、新小岩站北口往東新小岩三丁目（京成Town Bus）
  - <新小20> 經環七、一之江橋西詰、松本辯天、新小岩站北口、東新小岩三丁目往Town Bus車庫（京成Town Bus）
  - <新小20> 經環七、一之江橋西詰、松本辯天往新小岩站北口（京成Town Bus）
- 10號乘車處
  - <空港> 往羽田機場（京成、東京空港交通）
  - <空港> 往成田機場（京成）
  - <環07、環08> 急行經葛西站往葛西臨海公園站前、東京迪士尼樂園（京成）

一之江站環七口
- <小76> 經環七往葛西站前（京成）
- <小76> 經名主屋敷往小岩站（京成）

一之江站西口
- 無編號：僅停靠葛西站 往東京臨海醫院（京成）
- 無編號：經瑞江社區會館往瑞江站、往江戶川運動園區（京成）

## 相鄰車站
都營地下鐵
 新宿線
■急行
通過
■各站停車
船堀（S 17）－一之江（S 18）－瑞江（S 19）

### 來源
東京都統計年鑑
1. ↑  .   [2017-06-10]. （原始内容存档于2016-03-05）.
2. ↑  .   [2017-06-10]. （原始内容存档于2015-06-29）.
3. ↑  .   [2017-06-10]. （原始内容存档于2016-03-05）.
4. ↑  .   [2017-06-10]. （原始内容存档于2016-03-05）.
5. ↑  .   [2017-06-10]. （原始内容存档于2016-03-05）.
6. ↑  .   [2017-06-10]. （原始内容存档于2016-03-05）.
7. ↑  .   [2017-06-10]. （原始内容存档于2013-08-15）.
8. ↑  .   [2017-06-10]. （原始内容存档于2013-02-03）.
9. ↑  .   [2017-06-10]. （原始内容存档于2013-02-03）.
10. ↑  .   [2017-06-10]. （原始内容存档于2013-02-03）.
11. ↑  .   [2017-06-10]. （原始内容存档于2013-02-03）.
12. ↑  .   [2017-06-10]. （原始内容存档于2016-03-04）.
13. ↑  東京都統計年鑑（平成10年）PDF
14. ↑  東京都統計年鑑（平成11年）PDF
15. ↑  .   [2017-06-10]. （原始内容存档于2016-03-04）.
16. ↑  .   [2017-06-10]. （原始内容存档于2016-03-04）.
17. ↑  .   [2017-06-10]. （原始内容存档于2017-07-29）.
18. ↑  .   [2017-06-10]. （原始内容存档于2017-07-29）.
19. ↑  .   [2017-06-10]. （原始内容存档于2017-07-29）.
20. ↑  .   [2017-06-10]. （原始内容存档于2017-07-29）.
21. ↑  .   [2017-06-10]. （原始内容存档于2017-07-29）.
22. ↑  .   [2017-06-10]. （原始内容存档于2017-07-29）.
23. ↑  .   [2017-06-10]. （原始内容存档于2017-07-29）.
24. ↑  .   [2017-06-10]. （原始内容存档于2016-03-26）.
25. ↑  .   [2017-06-10]. （原始内容存档于2016-03-27）.
26. ↑  .   [2017-06-10]. （原始内容存档于2016-03-25）.
27. ↑  .   [2017-06-10]. （原始内容存档于2016-03-27）.
28. ↑  .   [2017-06-10]. （原始内容存档于2016-03-22）.
29. ↑  .   [2017-06-10]. （原始内容存档于2017-07-30）.
30. ↑  .   [2019-02-12]. （原始内容存档于2018-11-09）.
31. ↑  .   [2019-02-12]. （原始内容存档于2019-05-02）.

## 外部連結
- 一之江 - 東京都交通局